# Choerophryne longirostris
Choerophryne longirostris és una espècie de granota de la família Microhylidae que viu a la serralada de Benawi en Papua Nova Guinea.